# جوئل باسمن
جوئل باسمن (انگلیسی: Joel Basman؛ زادهٔ ۲۳ ژانویهٔ ۱۹۹۰) هنرپیشه اهل سوئیس است. وی از سال ۲۰۰۴ میلادی تاکنون مشغول فعالیت بوده‌است.
از فیلم‌ها یا برنامه‌های تلویزیونی که وی در آن نقش داشته‌است می‌توان به هانا، زیر شن، یادزدودگی، رادیگند، کورسک و پاپیون اشاره کرد.
وی همچنین برندهٔ جوایزی همچون جایزه فیلم آلمان شده‌است.